# مرد پشت‌بامی
مرد پشت‌بامی (انگلیسی: Roofman) یک فیلم درام جنایی آمریکایی به کارگردانی درک سیانفرنس با بازی چنینگ تیتوم، کیرستن دانست، بن مندلسون، پیتر دینکلیج، اوزو ادوبا، جونو تمپل، اموری کوئن و کیت استنفیلد است.
این فیلم در تاریخ ۳ اکتبر ۲۰۲۵ توسط پارامونت پیکچرز در ایالات متحده اکران خواهد شد.

## داستان
این فیلم زندگی‌نامه‌ای از جفری منچستر فراری، افسر سابق ذخیره ارتش ایالات متحده است که به دلیل تمایل به سرقت از شعبه‌های مک‌دونالد پس از ورود به محل آن‌ها از طریق پشت بام و فرار از دستگیری پلیس با مخفی شدن در پشت بام، در عامیانه به مرد پشت‌بامی معروف است.

## ساخت
فیلمبرداری در ۲۴ اکتبر ۲۰۲۴ در گستوونیا، کارولینای شمالی، آغاز شد، و انتظار می‌رود در دسامبر به پایان برسد.